# At the Village Vanguard
At the Village Vanguard ist ein Jazzalbum des Sun Ra Sextetts. Die am 14. oder 17. November 1991 im New Yorker Jazzclub Village Vanguard entstandenen Aufnahmen erschienen 1993 auf Rounder Records.

## Hintergrund
Der Bandleader Sun Ra hatte seit den späten 1970er-Jahren neben seinen Aktivitäten mit dem Arkestra gelegentlich auch mit kleineren Formationen gearbeitet, so in Quartettbesetzung (mit John Gilmore, Michael Ray, Luqman Ali) bei seinem Italienaufenthalt 1978 (Other Voices, Other Blues), als Piano-Trio 1979 (God Is More Than Love Can Ever Be) und schließlich 1983 mit einer All-Star-Besetzung (mit Lester Bowie, Don Cherry, Archie Shepp, Richard Davis, Famoudou Don Moye und Philly Joe Jones) bei einer Europatournee 1983 (Stars That Shine Darkly).
Im November 1990 erlitt Sun Ra einen Schlaganfall, der ihn zunächst halbseitig lähmte. Ein vereinbarter Auftritt im Village Vanguard sollte daher von John Gilmore übernommen werden. Sun Ra stellte dafür ein Sextett zusammen, dem John Gilmore, Bruce Edwards (E-Gitarre), John Ore (Bass) und Earl C. „Buster“ Smith am Schlagzeug ebenso angehörten wie der blinde Pianist Chris Anderson, den er aus Chicago kannte. Unter dem Namen Sun Ra and His All Star Inventions traten sie ohne die üblichen Kostüme auf – nach Ansicht des Biografen John Szwed „ein befremdliches und leicht melancholisches Ereignis.“

## Titelliste
- Sun Ra Sextet: At the Village Vanguard (Rounder Records CD 3124)[2]

1. ’Round Midnight (Thelonious Monk) 21:04
2. Sun Ra Blues (Sun Ra) 16:11
3. Autumn in New York (Vernon Duke) 11:00
4. ’S Wonderful (George Gershwin, Ira Gershwin) 10:58
5. Theme of the Stargazers (Sun Ra) 5:31

## Rezeption
Nach dem Urteil von Richard Cook und Brian Morton, die das Album in The Penguin Guide to Jazz mit drei Sternen auszeichneten, tat hier der Bandleader wenig mehr als Schattierungen und Gesten hinzuzufügen, und die Anwesenheit des Gitarristen Bruce Edwards leiste meist nur Irrelevantes. Der Beifall gehe hier an Chris Anderson, der sehr nach Sun Ra klinge, wie er wohl in den Jahren seiner Arbeit bei Fletcher Henderson gespielt haben dürfte, überzeugt im Swing verwurzelt, doch stets nach Neuem Ausschau haltend. Gilmore wiederum zeige seine Präsenz mit kurzen Blitzen, doch das alte düstere Feuer sei verschwunden.
Ron Wynn verlieh dem Album in Allmusic drei Sterne und schrieb, Sun Ra habe oft kleinere Formationen aus dem größeren Arkestra herausgezogen, und das sei bei diesem Konzert von 1991 der Fall gewesen, das live im Vanguard aufgenommen wurde. In diesem Sextett, das er mit Chris Anderson leitete, habe John Gilmores mit seinem robusten, hochfliegenden Tenorsaxophonspiel die vorgestellte Solistenrolle erhalten. Bruce Edwards lieferte dazu Gitarren-Fills und Begleitung, während Sun Ra Synthesizer-Färbungen, Texturen und wirbelnde Unterstützung geboten habe. Sun Ras Beitrag scheine beim Eröffnungsstück „’Round Midnight“ ein wenig nachzulassen, aber er habe die Knicke bei der zweiten Nummer, „Sun Ra Blues“, ausgearbeitet und füge für den Rest der Session sich wiederholende gegenläufige Melodien und Phrasen zu Andersons Themen und Aussagen hinzu.